# Megasema ditrapezium
Megasema ditrapezium là một loài bướm đêm trong họ Noctuidae.